# Европа (барк)
Европа (Europa) — голландский трехмачтовый барк, приписанный к порту Гаага.

## История
Изначально задуманное как плавучий маяк, судно было заложено в Гамбурге в 1911 году. Оно было спущено на воду под названием «Senator Brokes» и долгое время простояло на якоре на Эльбе (маяк Elbe3).
В 1986 году новый владелец Гарри Смит (Harry Smit) начал перестраивать судно: оно было вооружено барком, и, после нескольких лет капитального ремонта, приняло тот вид, который оно имеет сейчас. Тогда же оно получило и своё нынешнее имя — Европа.
С 1994 года «Европа» совершает круизные плавания по всему свету. Формально судно является учебным: любой человек за разумную плату может присоединиться к экипажу парусника в качестве курсанта. Однако фактически такие курсанты получают за свои деньги круиз с парусной тематикой, а парусник — средства к существованию.